# SOFAZ Tower
SOFAZ Tower (башня ГНФАР) — высотное здание в городе Баку, столице Азербайджана. Высотка является офисным административным штабом ГНФАР.

## История
29 декабря 2009 года — в день десятилетия ГНФАР — приказом № 367 кабинета министров во владение нефтяного фонда была передана земля для строительства административного здания.
В этот же день президент Ильхам Алиев принял участие в церемонии закладки его фундамента.
20 декабря 2011 года был заключён контракт на строительство с компанией-застройщиком N.V. Besix S.A.
С этого времени началась активная фаза строительства SOFAZ Tower.
Полностью завершить проект планировалось к концу 2013 года.
Строительство здания завершено.

## Месторасположение
Здание расположилось в г. Баку на проспекте Гейдара Алиева в 4 км от береговой линии моря, в 800 метрах к юго-востоку от станции метро «Улдуз».
По соседству, на восток по проспекту, возводится другой крупный объект — 32-этажный небоскреб Центрального банка Азербайджана. На противоположной стороне — по восточной окраине — строится 28-этажное офисное здание компании «Azinko». На 400 метров западнее сооружаеется ещё один объект — Baku Tower.

## Детали и особенности проекта
Здание состоит из 24 наземных и 2 подземных этажей, высота 117 метров, учитывая маяк на крыше — 140 м, площадь здания 13 000 m2 (учитывая парковку 27 000 м²).
Первые три уровня башни циркулярные, выполняют функцию подиума, который будет включать в себя вестибюль, библиотеку, конференц-зал, ресторан, музей.
Парковка предусмотрена на двух подземных этажах и рассчитана на 150 автомобилей. SOFAZ Tower будет обслуживать 7 лифтов.
Согласно проекту в здании будут созданы полосы озеленения с соблюдением требований категории «Зеленое здание» («Green Building»). По плану предусмотрено питание башни из альтернативных источников энергии — посредством солнечных батарей. Для интегрированного управления здания будут использоваться интеллектуальные технологии.
Офисы башни будут соответствовать стандартам класса A.
Стоимость реализации проекта 85 миллионов евро.

## Технические характеристики
При строительстве здания были учтены следующие моменты: морское окружение (требует адекватные материалы и устройства обслуживания фасада), близость шоссе (необходимость звукоизоляции), сильные ветра, штормы и высокая инсоляция, что характерно для климатических условий Баку.
Во избежание эффекта «тепловых мостов» была использована двойная структура стен (двухфасадная система): наружный слой состоит из навесной стены, которая крепится к стальному каркасу; внутренний — из стандартных столярных материалов. Навесные стены регулируются вручную.
Для чистки фасада здания предусмотрена автоматическая система.